# Университет Кёай
Международный университет Маэбаси кёай гакуэн (яп. 共愛学園前橋国際大学  кё:ай гакуэн маэбаси кокусай дайгаку) — частное высшее учебное заведение, расположенное в городе Маэбаси префектуры Гумма. Предшественник университета, женская школа, была основана в 1888 при поддержке проживающих в Гумме христиан. В 1999 году официально получил аккредитацию высшего учебного заведения.
Университет предлагает пять курсов для обучения:
- английский язык
- IT и менеджмент
- психология и культурология
- педагогика
- международные исследования